# Сташув (Мазовецьке воєводство)
Сташув (пол. Staszów) — село в Польщі, у гміні Козениці Козеницького повіту Мазовецького воєводства.
Населення — 148 осіб (2011).
У 1975-1998 роках село належало до Радомського воєводства.

## Демографія
Демографічна структура станом на 31 березня 2011 року:
|          | Загалом | Допрацездатний вік | Працездатний вік | Постпрацездатний вік |
| -------- | ------- | ------------------ | ---------------- | -------------------- |
| Чоловіки | 73      | 11                 | 52               | 10                   |
| Жінки    | 75      | 11                 | 51               | 13                   |
| Разом    | 148     | 22                 | 103              | 23                   |